# 程汝繼
程汝继（1570年—1612年），字敬承，號志初，南直隶徽州府婺源县溪头人，明朝政治人物。

## 生平
汝继幼质鲁，力学攻苦，尤篤于躬行。万历二十五年（1597年）丁酉科应天乡试举人，二十九年（1601年）辛丑科進士，初授浙江余杭县知县，時莲池僧倡教杭州之云栖，杭人崇信若狂，汝继晓諭士民敦孝悌，行仁义，皆吾儒正道，行道者自得福，慎毋为邪教所惑，使吾得省会一职，必杖而祛之。在任九载，多善政，杭邑至今犹尸祝不绝。寻擢南刑部主事，升郎中，萬曆三十九年（1611年）出守袁州府。州治相传有袁天罡冢，凡为守无敢正坐者，汝继至，命正座，曰：吾天子命吏也，何避为？卒亦不为害。在任清慎勤敏，竟卒于官，无以为轝，土民敛赙乃能归櫬。生平述富，尤深于易，有《易宗义》十二卷、《易经疏义》、《课士略》等，皆其居忧之余属稿者，国朝御纂周易折中，多采其说，列其姓字。

## 家族
父程時化，以子赠南京刑部郎中，配葉氏，赠宜人。子程学心，生而颖异，蚤岁游庠，后转国学，家学克承，众咸谓其有子。